# Biliverdin
Biliverdin je zelené barvivo obsažené ve žluči. Z chemického hlediska se jedná o lineární (necyklický) tetrapyrrol. Biliverdin vzniká rozkladem hemu, což je látka obsažená například v hemoglobinu či v cytochromech. Tento rozklad katalyzuje enzym hemoxygenáza. Další redukcí pomocí NADPH a biliverdinreduktázy vznikne bilirubin (bilirubin má o 2 vodíky více než biliverdin); u ptáků a obojživelníků však dochází přímo k vyměšování biliverdinu.